# معركة إلومانتسي
كانت معركة إلومانتسي جزءًا من هجوم سفير – بيتروزافودسك في حرب الاستمرار (1941-1944). حدثت المعركة في الفترة من 26 يوليو إلى 13 أغسطس 1944 بين فنلندا والاتحاد السوفييتي في منطقة يبلغ عرضها 40 كيلومترًا تقريبًا وعمقها 30 كيلومترًا، بالقرب من الحدود الفنلندية - السوفياتية القريبة من بلدة إيلومانتسي الفنلندية الصغيرة في كاريليا الشمالية. انتهت المعركة بفوز فنلندي — توقف هنا آخر هجوم سوفييتي كبير ضد فنلندا.

## نظام المعركة

### الفنلنديين
كانت القوات الفنلندية في المنطقة قبل المعركة تتألف من اللواء 21 فقط تحت قيادة العقيد إيكمان، ولكن تم تعزيزها من لواء سلاح الفرسان وثلاث كتائب أخرى منها كتيبة جايجر الحدودية الثالثة، وتم إخضاع جميع القوات الفنلندية إلى تشكيل مؤقت يسمى المجموعة ر — المجموعة رابانا (بالفنلندية: Ryhmä Raappana) — على اسم قائدها الجنرال الفنلندي الشهير آركي رابانا من مانرهيم، المكلف بهزيمة الجيوش السوفياتية المتقدمة واستعادة مفترق الطرق في قرية كولسمايا.
أثناء اندفاع السوفييتين الأولي كانت الوحدة الوحيدة التي تدافع ضد هذا الهجوم هي اللواء الحادي والعشرين الفنلندي (ما يقرب من سبعة آلاف رجل). ومع استقرار الجبهة في كاريليا هرع لواء الفرسان إلى إيلومانتسي لتعزيز اللواء 21 ما رفع تعداد القوة الفنلندية في 31 يوليو عندما بدأ الهجوم المضاد إلى نحو 13 ألف.

### السوفييت
كانت قوات جبهة كاريليا بقيادة الجنرال ميريتسكوف تتقدم نحو إلومانتسي، وتتألف من فرقتين من الجيش السوفييتي الثاني والثلاثين بقيادة فيليب جارلينكو، والكتيبة 176 (الكولونيل زولوتارجوف)، والفرقة 289 (اللواء تسرنوها). لاحقًا، ومع تقدم المعركة وطوق الفرق المتقدمة، عُزّزت القوات السوفيتية في المنطقة بالألوية 3 و 69 و70 من مشاة البحرية والتشكيلات الأخرى.
طبقًا للأرشيف السوفييتي، ففي بداية الهجوم الذي شنته جبهة كاريليا في الحادي والعشرين من يونيو 1944، بلغ مجموع القوة التي يتمتع بها كل من الجماعتين السوفييتيتين نحو 16 ألف رجل. وبحلول الوقت الذي بدأ فيه الهجوم المضاد الذي شنته القوات الفنلندية على إيلومانتسي (31 يونيو)، انخفضت قوتهم إلى 11 ألف رجل. وبعد جلب لواء المشاة البحري الثالث والألوية 69 و 70 من جند المشاة البحرية لدعم الفرقة 176 و 289 المطوقة، كانت قوة المشاة السوفيتية مجتمعة في إلومانتسي أعلى بقليل من 20 ألف رجل.

## المعركة

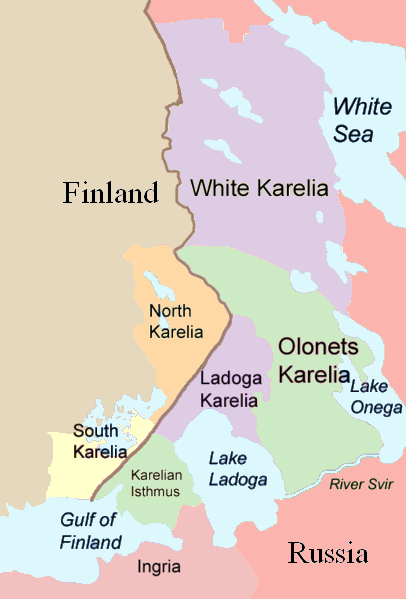
خريطة للمناطق الكاريلية التقليدية.

في مستهل الأمر بدا الهجوم السوفييتي ناجحًا، حيث تمكنت وحدات الجيش الأحمر في الحادي والعشرين من يوليو 1944 من الوصول إلى الحدود الفنلندية السوفييتية في عام 1940 للمرة الوحيدة خلال الهجوم السوفييتي بالكامل في عام 1944، بل وحتى منذ عام 1941. وصلت التعزيزات الفنلندية يوم 28 يوليو، وفي 31 يوليو بدأت رابانا الهجوم المضاد. وبحلول 1 أغسطس، كانت القوات الفنلندية قد قطعت الطريق الوحيد المؤدي إلى الفرقة 176، وبحلول 3 أغسطس، كانت كل من الفرق السوفياتية مطوقة عندما استخدمت القوات الفنلندية تكتيكات الإختام التي اعتمدت على أساليب الحرب القديمة وتلك التي استخدمتها بالفعل في الحرب الشتوية (1939-1940). تسبب جنود من إريلينين باتالجونا 4 في تعطيل خطوط الإمداد بالمدفعية السوفييتية، الأمر الذي منع الدعم الفعال لإطلاق النار.
نشر السوفييت ثلاثة ألوية مزودة بالدروع اللازمة لفتح الطرق المؤدية إلى الفرق المطوقة، ولكن أوقفها ومنعها الفنلنديون. تسببت الهجمات المتجددة في تشتيت الفنلنديين بالقدر الكافي للسماح للقوات السوفييتية المطوقة بالهروب عبر الغابات الكثيفة بالتخلي عن معداتها الثقيلة. وبالنظر إلى عنصر المفاجأة وبسبب الأعداد المتفوقة للسوفييت، لم يكن لدى القوات الفنلندية التي تحرس الفرق المطوقة سوى أمل ضئيل في احتواء الانهيارات المنظمة، لا سيما في الغابات، وتمكن الكثير من السوفييت المطوقين من الفرار إلى جانبهم مع آخر هروب في 10 أغسطس.